# ウドムルト人
ウドムルト人（Удмурт - Udmurt）は、ロシア連邦のウドムルト共和国などに住むフィン・ウゴル系民族。

## 概要

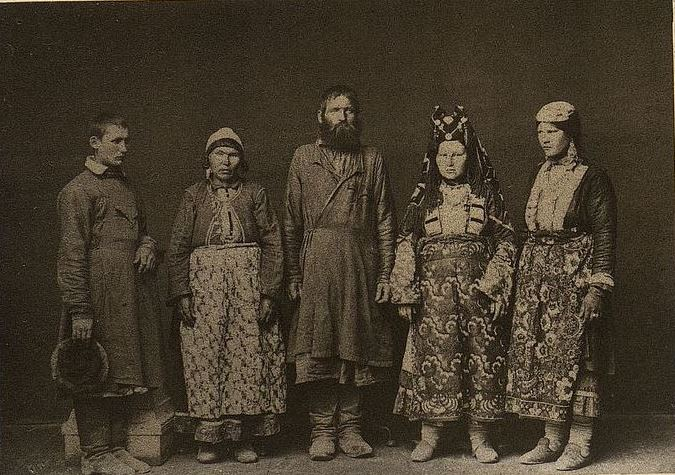
ウドムルト人。1870年

人種はコーカソイドに属するが、モンゴロイドの遺伝子であるハプログループNが高頻度（ある調査では85％）で見られる。
ウドムルト共和国の人口の35%ほどを占め、ほかにキーロフ州、ペルミ州、バシコルトスタン共和国、タタールスタン共和国、マリ・エル共和国、コミ共和国などにも住んでいる。
フィン・ウゴル系民族で、コミ人、マリ人、モルドヴィン人などに近い関係にある。固有言語はウドムルト語であるが、現在ではロシア語・タタール語を話す人が多く、民族としての人口も減少傾向にある（1989年には746,562人、2002年には637,000人）。
自称がウドムルトで、ほかにヴォチャーク、オチャークなどの他称でも呼ばれる。宗教は正教またはシャーマニズムである。

## 画像

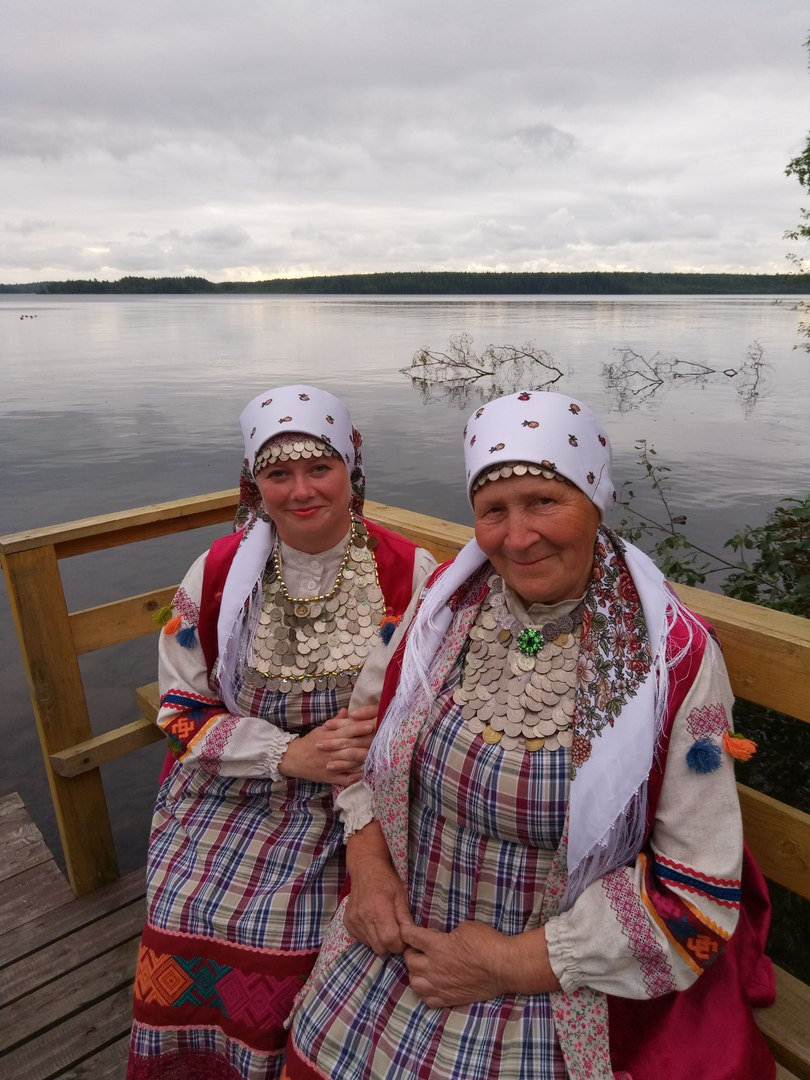
ウドムルト語で話すウドムルト人
- ウドムルト歌謡の歌手
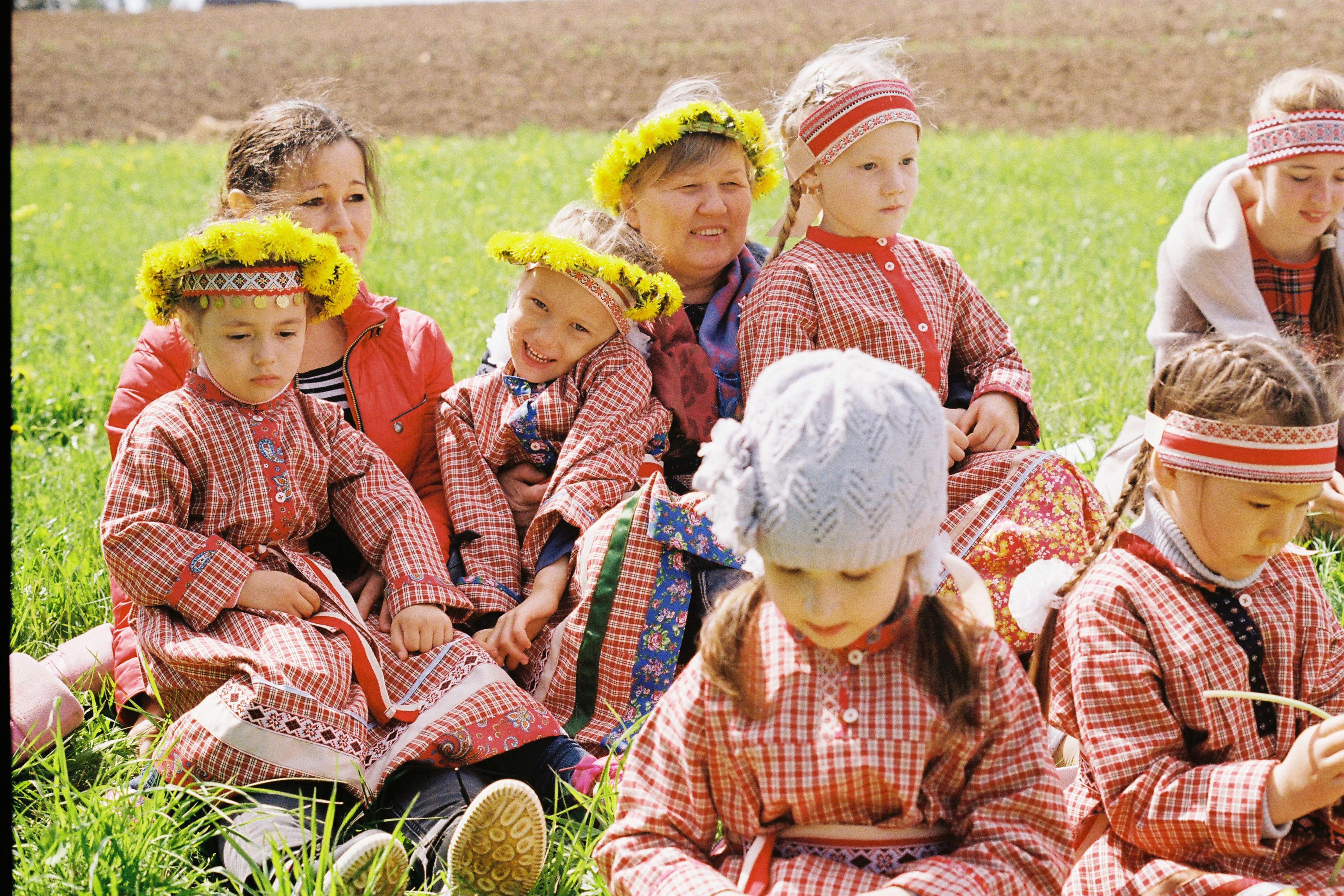
祭りの衣装を着たウドムルト人の子供たち
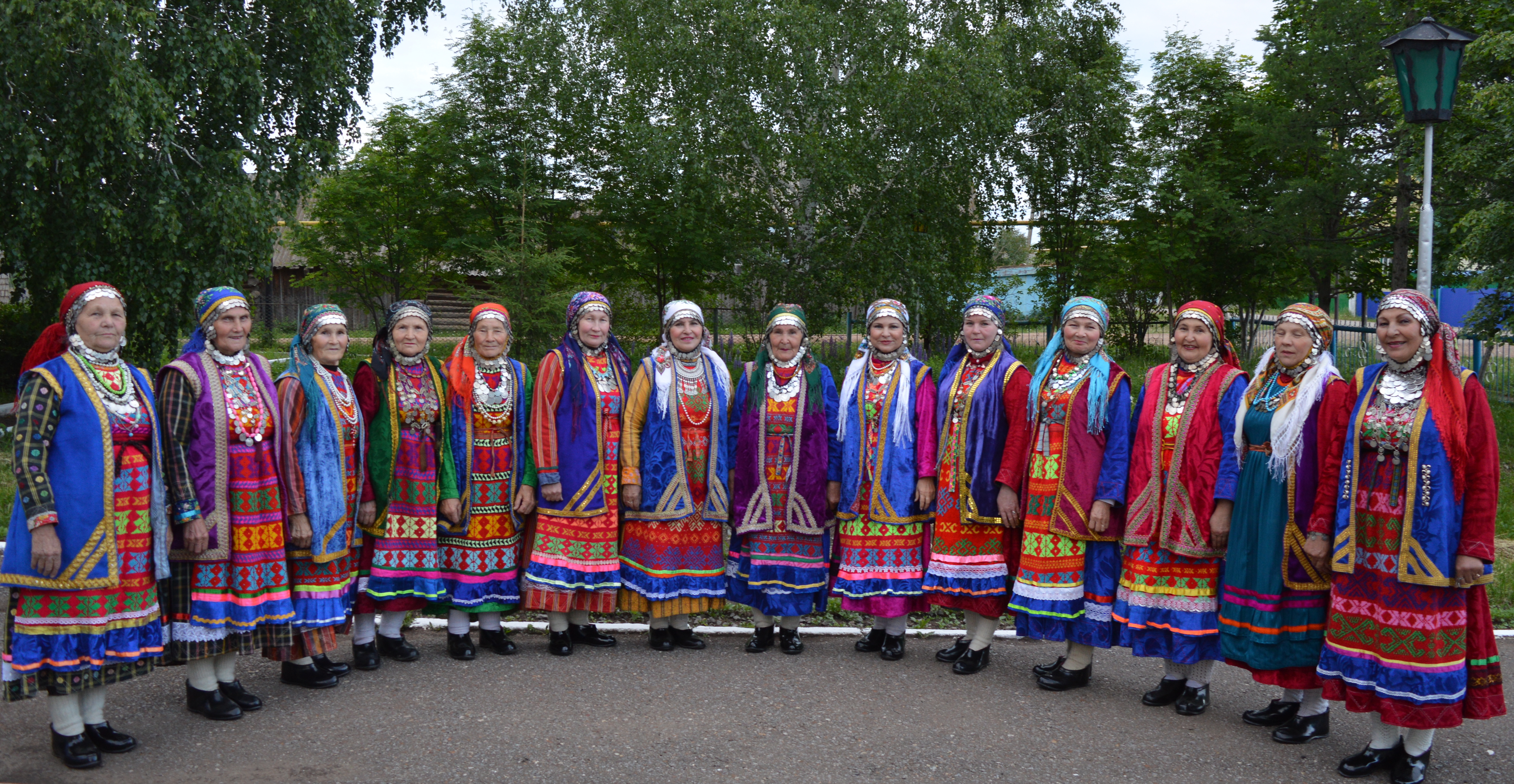
民族衣装を着たウドムルト女性
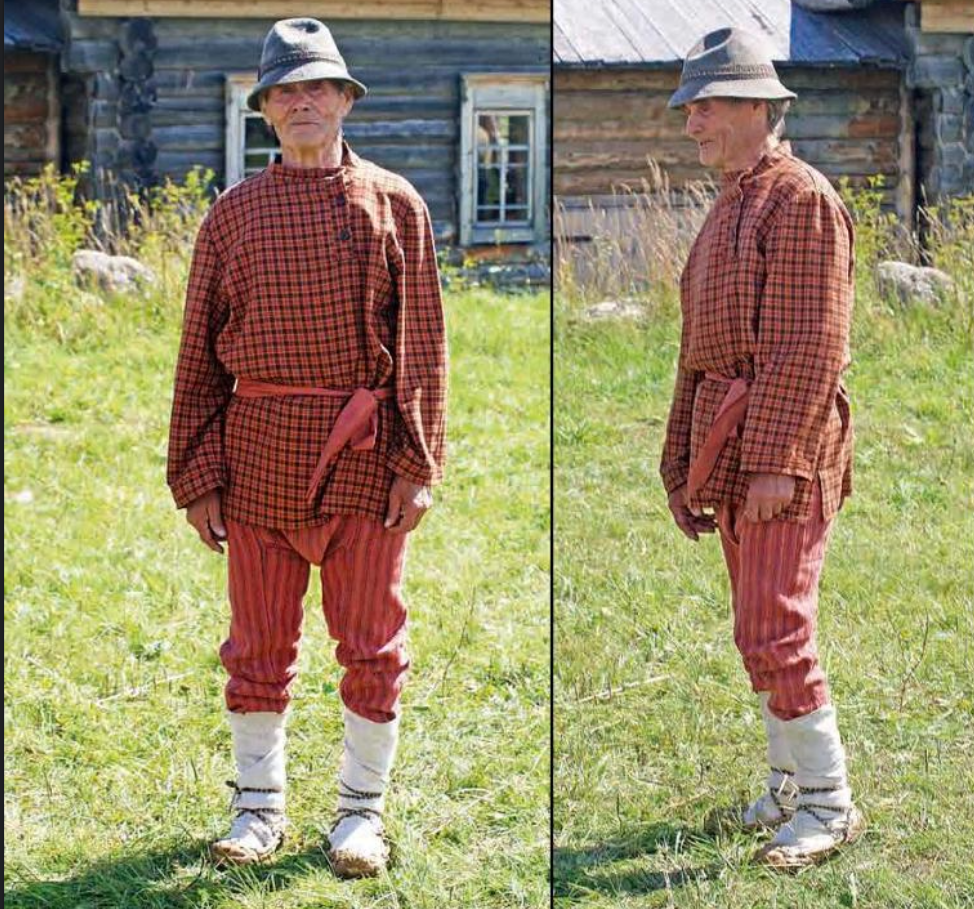
民族衣装のウドムルト男性
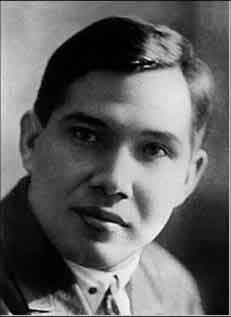
ウルドムルト人の詩人・クゼバイ・ゲルト